# Zespół dawnego ewangelickiego ośrodka opiekuńczego „Ostoja Pokoju”
Zespół dawnego ewangelickiego ośrodka opiekuńczego „Ostoja Pokoju” – zakład opiekuńczy i ewangelicki diakonat znajdujący się w Bytomiu-Miechowicach przy ul. Matki Ewy 1.

## Historia
Historia Zakładu „Ostoja Pokoju” związana jest z Ewą von Tiele Winckler, córką Valeski i Huberta, urodzoną w 1866 roku, znaną później jako Matka Ewa. W wieku dwudziestu lat Ewa zorganizowała w Miechowicach, w obecnej dzielnicy Bytomia, w pałacu swojego ojca ośrodek pomocy dla ubogich tzw. Schronisko Ewy (Evas Herberge) , w skład którego wchodziły ambulatoriom, szwalnia dla dziewcząt i stołówka. Ojciec widząc zaangażowanie córki w pielęgnację chorych sprezentował jej w 1888 roku na Święta Bożego Narodzenia projekt domu opieki. Budynek otwarto w 1890 roku i otrzymał nazwę „Ostoja Pokoju”. W wieku 25 lat Ewa otrzymała spadek po zmarłej matce, który umożliwił rozbudowę zakładu opiekuńczego o kolejne obiekty. W 1893 roku powstał „Szpital Walewska” i dom dla małych dzieci „Jaskółcze gniazdo”. Po założeniu w Miechowicach w 1882 r. żeńskiego diakonatu, Matka Ewa została wyświęcona na diakonisę. W latach 1896–1898 na terenie zakładu wybudowano kościół, wzniesiono młyn, piekarnię, szklarnie i niewielki drewniany domek w którym matka Ewa zamieszkała do śmierci. Pod koniec jej życia miechowicka „Ostoja Pokoju” liczyła 28 budynków  . Większość obiektów została zniszczona z powodu szkód górniczych . W 1988 roku parafia Świętego Krzyża w Bytomiu-Miechowicach rozebrała budynki: „Pliszki”, „Gniazdo Jaskółcze”, „Radość Matki”, a uzyskaną cegłę wykorzystała do budowy domów katechetycznych na potrzeby tejże parafii.

## Działalność
W zakładzie opiekuńczym „Ostoja Pokoju” zapewniano pomoc i opiekę dorosłym i dzieciom wychowywanym w niewielkich grupach zwanych „Rodzinkami”. Zakład prowadził również działania resocjalizacyjne, organizowane w nim były różnego rodzaju kursy oraz nauka zawodu. „Ostoja Pokoju” wydawała również własne czasopismo . Nowatorskie metody wychowywania dzieci stosowane w zakładzie stały się wzorem dla kolejnych 40 domów wychowawczych założonych przez Matkę Ewę .
Zakład opiekuńczy „Ostoja Pokoju” działał do II wojny światowej, w 1945 roku przejęła go parafia ewangelicko-augsburska w Bytomiu, a w 1950 przeszedł pod zarząd państwowy. Parafia ewangelicko-augsburska odzyskała część budynków w 1990 roku . Dzieło Matki Ewy kontynuowane jest obecnie między innymi poprzez prowadzenie przez parafię ewangelicko-augsburską DPS – Ewangelickiego Domu Opieki „Ostoja Pokoju” , mieszczącego się w nowo wybudowanym budynku na terenie zakładu.

## Obiekty na terenie zakładu

### Zabytki
Obiekty wpisane do rejestru zabytków nieruchomych województwa śląskiego:
- „Ostoja Pokoju” (Friedenshort) – wybudowany w 1890 r. dom opieki, pierwszy budynek w zespole, od którego wziął nazwę cały zakład[8]. W budynku pierwotnie mieściło się również ambulatorium i punkt opatrunkowy, potem ochronka dla dzieci, biura, kaplica oraz miejsce pracy i pobytu Ewy. Na dachu umieszczona była sygnaturka wzywająca siostry na modlitwę[2] ;

- kościół parafialny ewangelicko-augsburski z 1896 r., wybudowany w stylu neogotyckim. Był przeznaczony zarówno dla mieszkańców zakładu, jak i dla ludności Miechowic. W kościele zachowane są elementy pierwotnego wyposażenia: ołtarz główny przedstawiający krzyż na Golgocie i klęczących pod nim przedstawicieli ludu śląskiego – górnika i hutnika, rzeźbione w drewnie balkony i ambona, przy organach chór diakonicki, chrzcielnica, oryginalny żyrandol, ławki, organy, witraże[2] ;
- plebania, 1894, tzw. stara plebania, obecnie budynek mieszkalny;
- dom „Matki Ewy”, 1902; pierwotnie mieścił ambulatorium oraz pokoje gościnne, a na poddaszu – dwa pokoje, gdzie mieszkała Matka Ewa. Obecnie muzeum[2] .
- dom „Cisza Syjonu” z 1905 r. (w decyzji wpisu do rejestru zabytków określony jako dom dziecka). Pierwotnie był to najwyższy budynek z jadalnią na 100 osób, przeznaczony na zgromadzenia misyjne i ewangelickie. Na I piętrze znajdowały się pokoiki dla sióstr, tworzące ich dom macierzysty, w przybudówce obok zlokalizowana była centralna kuchnia zakładu. Obecnie odbywają się tu różnego rodzaju wydarzenia kulturalne[2] ;
- dom „Elim” (Spokój Boży) – dom wypoczynkowy dla diakonis, 1916.

### Pozostałe obiekty
- szpital dla nieuleczalnie chorych i inwalidów poświęcony pamięci matki „Szpital Walewska” z 4 czteroosobowymi salkami i dużym holem[9]
- cmentarz przykościelny z grobem Matki Ewy z 1930 roku;
- plebania, 1984-1987;
- Dom Pomocy Społecznej „Ostoja Pokoju”, 1990-1995;
- poza zespołem – szpital dla nieuleczalnie chorych i inwalidów, nazwany „Waleska” na cześć Matki Ewy, 1892 (obecnie pl. Szpitalny 1).

### Obiekty nieistniejące
- dom dla małych dzieci „Jaskółcze Gniazdo”, pocz. lat 90. XIX w.;
- dom dla niemowląt „Kraina Słońca”, 1910;
- Christaram („Pokój w Chrystusie”) – dom dla sióstr;
- „Świętość Pana” z 1927 rok, budynek dla kandydatek na siostry.

## Galeria

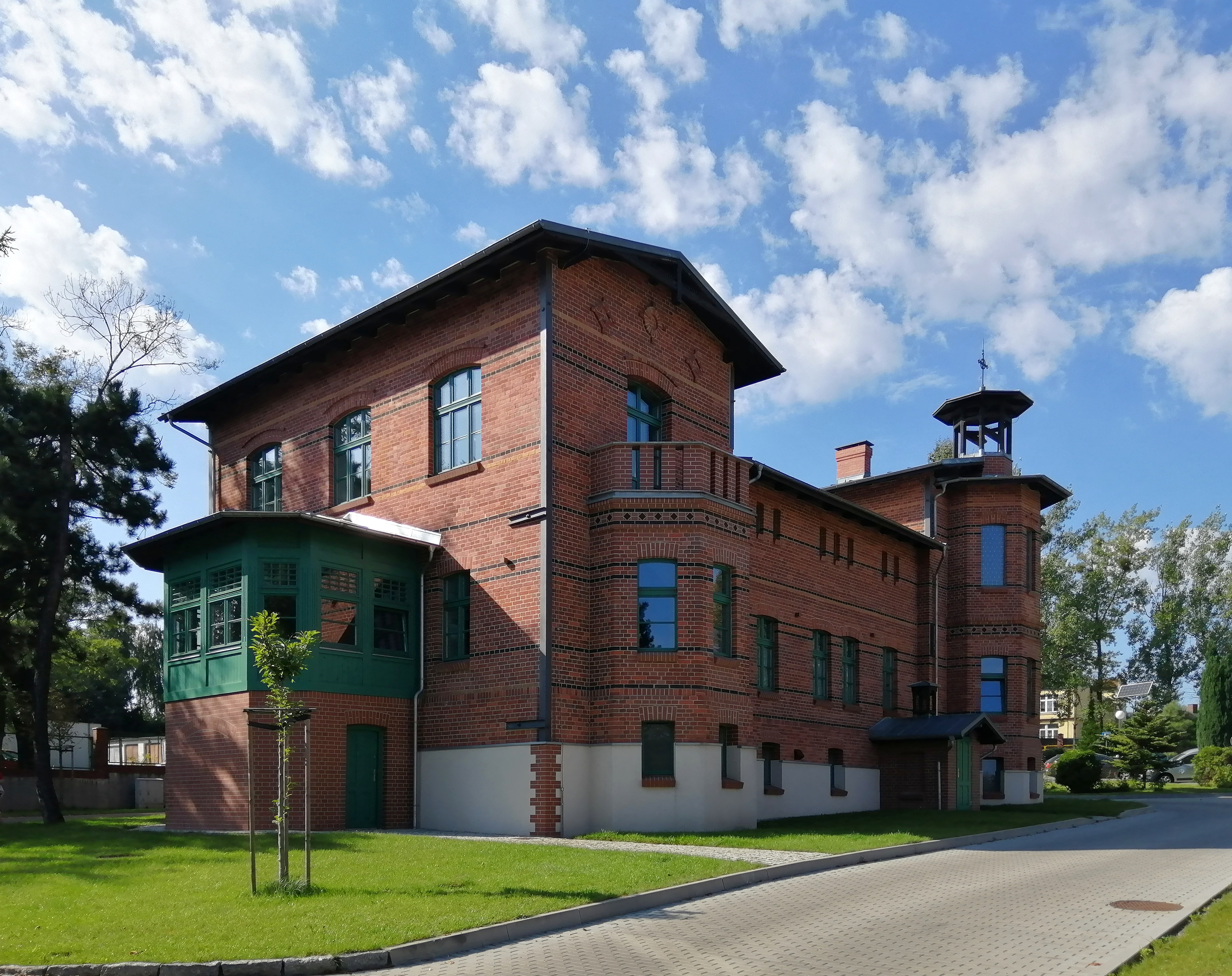
Dom „Ostoja Pokoju”
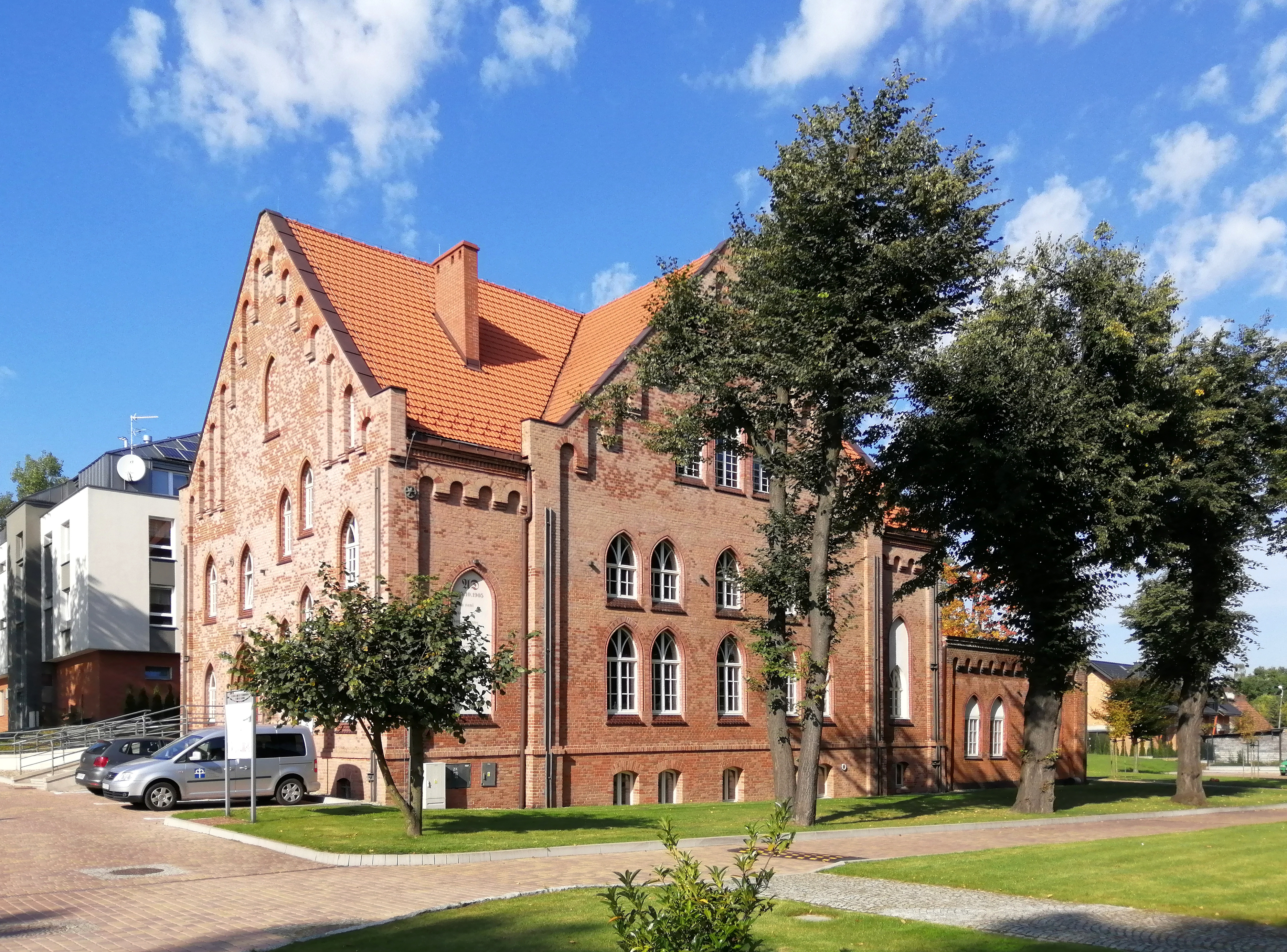
Dom „Cisza Syjonu”
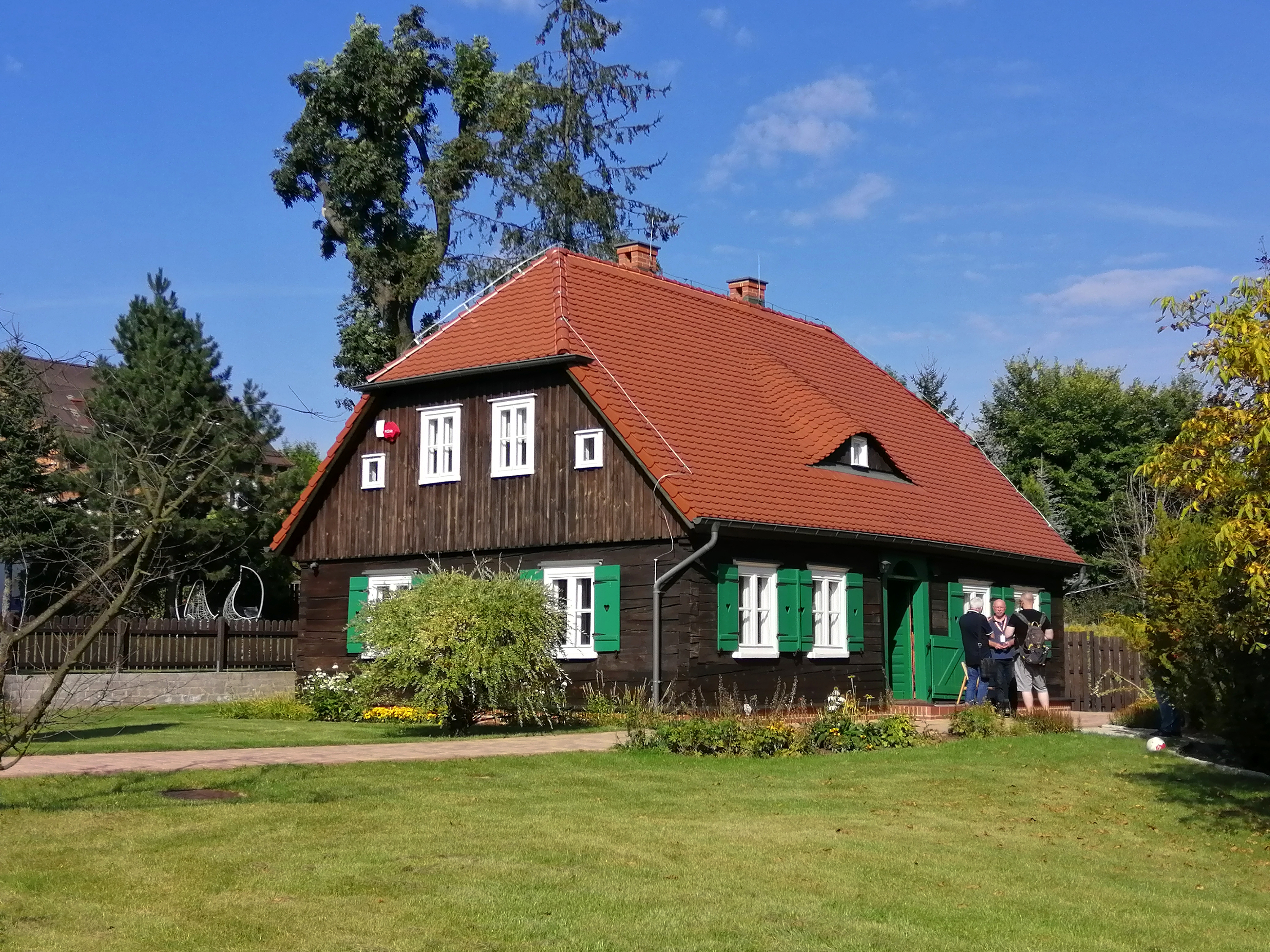
Dom „Matki Ewy”
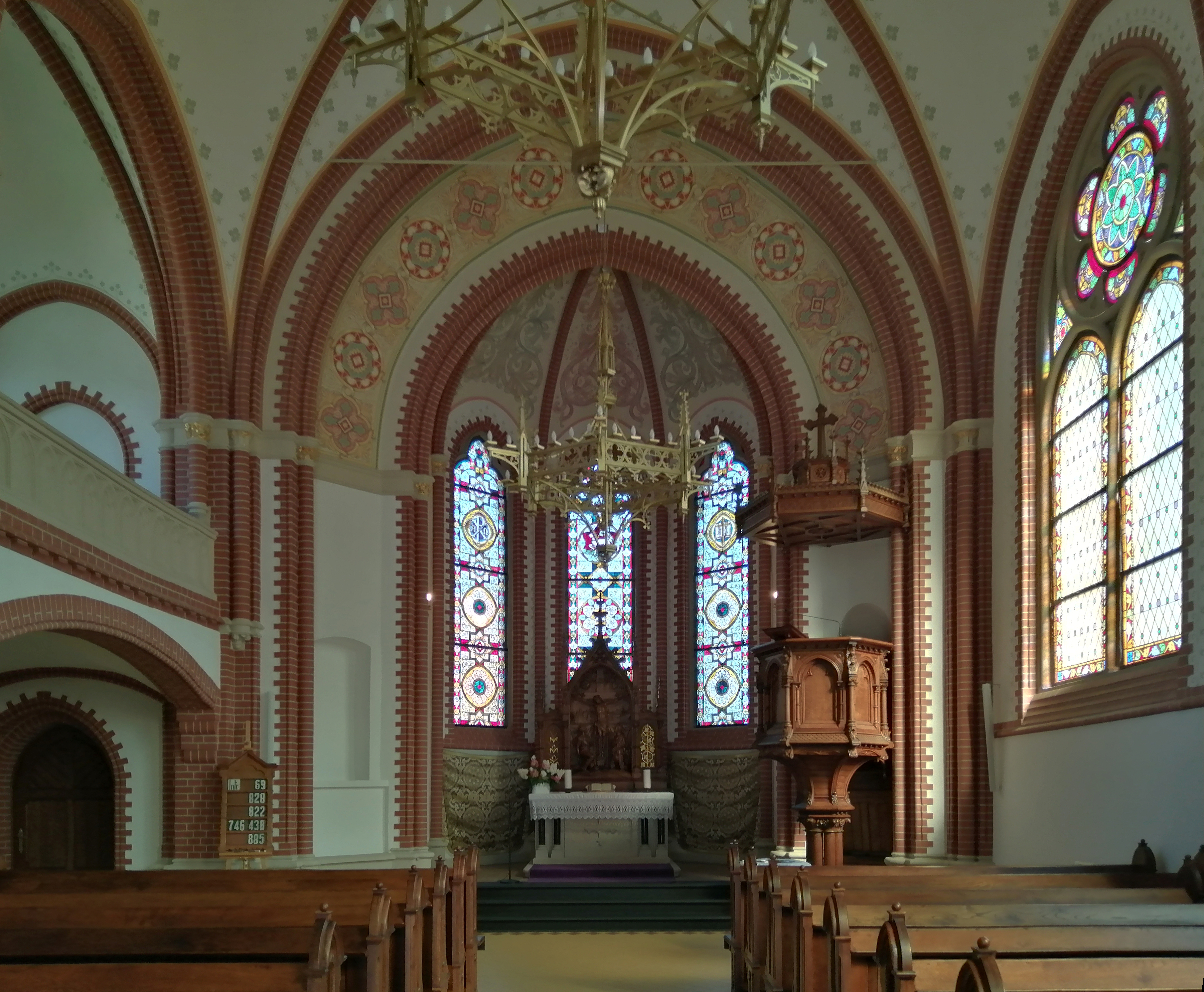
Wnętrze kościoła
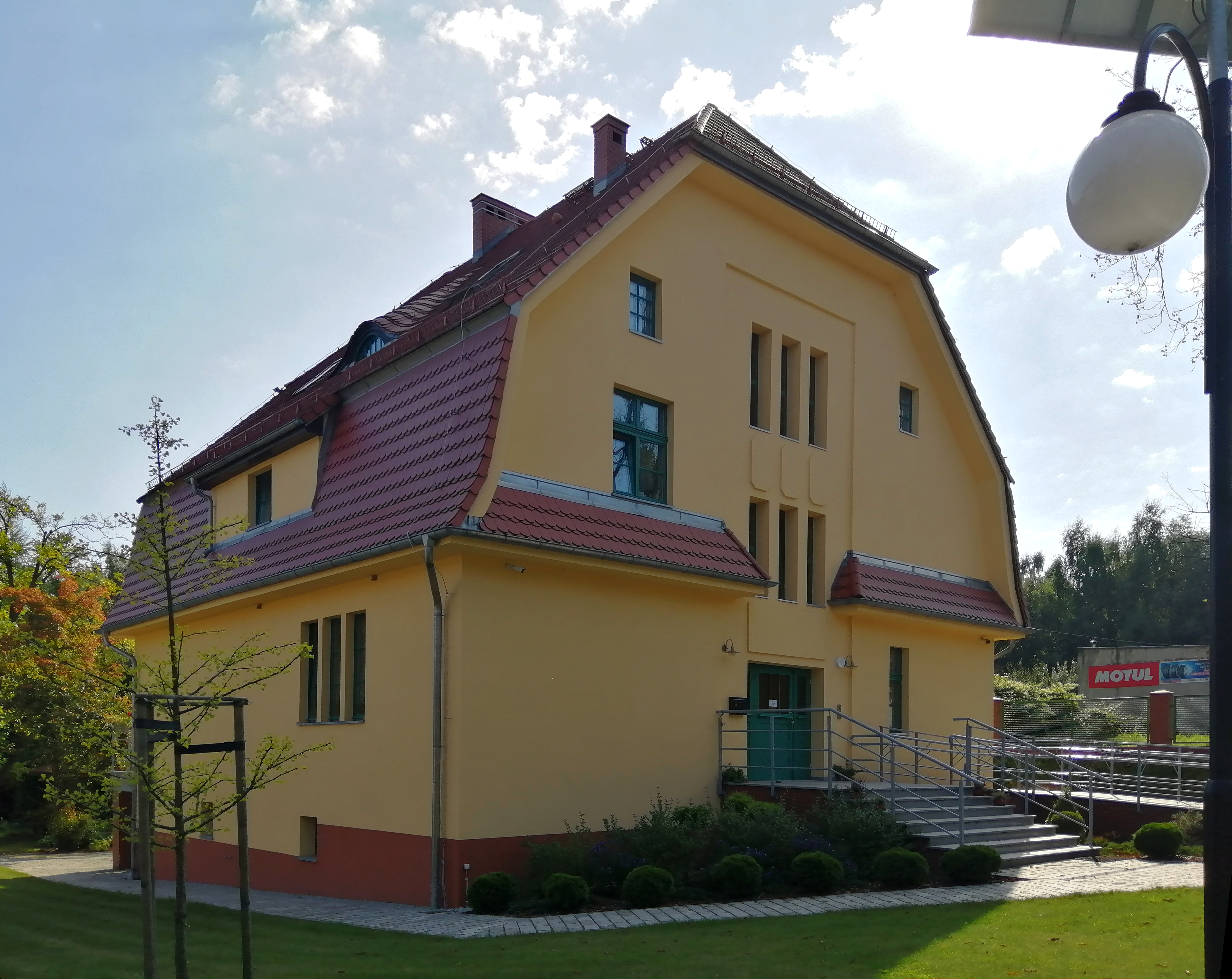
Dom „Elim”